# Edmund Gressel
Edmund Gressel (* 7. April 1893 in Aadorf; † 7. März 1975 in Frauenfeld, reformiert, heimatberechtigt seit 1902 in Aadorf) war ein Schweizer Unternehmer.

## Leben
Edmund Gressel wurde am 7. April 1893 als Sohn des Gärtners Johann Jakob Gressel in Aadorf geboren. Der Absolvent einer Mechanikerlehre eröffnete 1923 in Aadorf eine mechanische Reparaturwerkstätte und begann 1933 mit der Herstellung von Schraubstöcken. Nachdem die Firma 1942 dem Fabrikgesetz unterstellt worden war, erfolgte ein Jahr später die Umwandlung in eine AG.
Seit 1952 spezialisierte sich das Unternehmen neben der Herstellung von Schraubstöcken und Instrumenten der Spanntechnik (Gressel Spanntechnik AG) auf die Produktion von Rohrverschraubungen und später von Rohrverbindungselementen (Serto AG). 2002 beschäftigte das Unternehmen insgesamt rund 70 Mitarbeiter.
Edmund Gressel, der 1916 Stephanie, die Tochter des Gastwirts Johann Baptist Kukowitsch, ehelichte, starb am 7. März 1975 einen Monat vor Vollendung seines 82. Lebensjahres in Frauenfeld.

## Weblink
- Verena Rothenbühler: Gressel, Edmund. In: Historisches Lexikon der Schweiz.

| Personendaten    | Personendaten         |
| ---------------- | --------------------- |
| NAME             | Gressel, Edmund       |
| KURZBESCHREIBUNG | Schweizer Unternehmer |
| GEBURTSDATUM     | 7. April 1893         |
| GEBURTSORT       | Aadorf                |
| STERBEDATUM      | 7. März 1975          |
| STERBEORT        | Frauenfeld            |